# Episodi di Fire Country (terza stagione)
La terza stagione della serie televisiva Fire Country è stata trasmessa in prima visione assoluta negli Stati Uniti d'America su CBS dal 18 ottobre 2024 al 25 aprile 2025.
In Italia, la stagione è trasmessa in prima visione assoluta su Rai 4 dal 15 luglio 2025.
| nº | Titolo originale                   | Titolo italiano              | Prima TV USA     | Prima TV Italia |
| -- | ---------------------------------- | ---------------------------- | ---------------- | --------------- |
| 1  | What the Bride Said                | Quello che ha detto la sposa | 18 ottobre 2024  | 15 luglio 2025  |
| 2  | Firing Squad                       | Plotone d'esecuzione         | 25 ottobre 2024  | 15 luglio 2025  |
| 3  | Welcome to the Cult                | Il consiglio                 | 1 novembre 2024  | 15 luglio 2025  |
| 4  | Keep Your Cool                     | Mantenere la calma           | 8 novembre 2024  | 22 luglio 2025  |
| 5  | Edgewater's About to Get Real Cozy | L'incidente aereo            | 15 novembre 2024 | 22 luglio 2025  |
| 6  | Not Without My Birds               | Il nido                      | 22 novembre 2024 | 22 luglio 2025  |
| 7  | False Alarm                        | Falso allarme                | 6 dicembre 2024  | 29 luglio 2025  |
| 8  | Promise me                         | La promessa                  | 13 dicembre 2024 | 29 luglio 2025  |
| 9  | Coming in Hot                      | Fuoco e verità               | 31 gennaio 2025  | 29 luglio 2025  |
| 10 | The Leone Way                      | Il metodo Leone              | 7 febbraio 2025  | 5 agosto 2025   |
| 11 | Fare Thee Well                     | Indietro nel tempo           | 14 febbraio 2025 | 5 agosto 2025   |
| 12 | I'm the One Who Just Goes Away     | Padri e figli                | 21 febbraio 2025 | 5 agosto 2025   |
| 13 | My Team                            | L'ultima partita             | 28 febbraio 2025 | 12 agosto 2025  |
| 14 | Death Trap                         | Trappola mortale             | 7 marzo 2025     | 12 agosto 2025  |
| 15 | One Last Time                      | Il faro                      | 14 marzo 2025    | 12 agosto 2025  |
| 16 | Dirty Money                        | Soldi sporchi                | 4 aprile 2025    | 19 agosto 2025  |
| 17 | Fire and Ice                       | Fuoco e ghiaccio             | 11 aprile 2025   | 19 agosto 2025  |
| 18 | Eyes and Ears Everywhere           | Occhi e orecchie dappertutto | 18 aprile 2025   | 19 agosto 2025  |
| 19 | A Change in the Wind               |                              | 25 aprile 2025   | 26 agosto 2025  |
| 20 | I'd Do It Again                    |                              | 25 aprile 2025   | 26 agosto 2025  |